# Christina Honsel
Christina Honsel (Dorsten, 7 luglio 1997) è un'altista tedesca.

## Biografia
Nel 2019 prende parte al suo primo campionato internazionale in rappresentanza della Germania, gli europei under 23 di Gävle, conquistando la medaglia d'argento nel salto in alto. Lo stesso anno partecipa ai campionati mondiali assoluti di Doha, dove però non riesce a superare le fasi di qualificazione.
Nel 2020 si diploma campionessa nazionale assoluta del salto in alto e nel 2023, dopo aver vinto la medaglia d'oro ai campionati tedeschi assoluti indoor, raggiunge la sesta e l'ottava posizione rispettivamente agli europei indoor di Istanbul e ai mondiali di Budapest.
Nel 2024 torna a vincere i campionati tedeschi indoor e si classifica quarta ai campionati mondiali indoor di Glasgow e undicesima ai campionati europei di Roma.

## Progressione

### Salto in alto
| Stagione | Misura    | Luogo            | Data      | Rank. Mond. |
| -------- | --------- | ---------------- | --------- | ----------- |
| 2024     | 1,95 m(i) | Glasgow          | 1-3-2024  | 14ª         |
| 2024     | 1,95 m(i) | Wuppertal        | 26-1-2024 | 14ª         |
| 2023     | 1,98 m(i) | Weinheim         | 3-2-2023  | 7ª          |
| 2022     | 1,83 m(i) | Leipzig          | 27-2-2022 | 167ª        |
| 2021     | 1,88 m(i) | Erfurt           | 2-2-2021  | 72ª         |
| 2020     | 1,90 m    | Braunschweig     | 8-8-2020  | 30ª         |
| 2020     | 1,90 m    | Osterode am Harz | 18-7-2020 | 30ª         |
| 2019     | 1,92 m    | Gävle            | 13-7-2019 | 34ª         |
| 2018     | 1,81 m    | Heilbronn        | 1-7-2018  | 229ª        |
| 2017     | 1,81 m    | Bühl             | 30-6-2017 | 214ª        |
| 2016     | 1,81 m(i) | Dortmund         | 16-1-2016 | 222ª        |
| 2015     | 1,80 m    | Jena             | 1-8-2015  | 267ª        |
| 2014     | 1,73 m(i) | Dortmund         | 12-1-2014 | 817ª        |
| 2014     | 1,73 m(i) | Leverkusen       | 2-2-2014  | 817ª        |
| 2014     | 1,73 m(i) | Dortmund         | 18-1-2014 | 817ª        |
| 2014     | 1,73 m    | Kreuztal         | 22-6-2014 | 817ª        |
| 2013     | 1,71 m    | Rostock          | 27-7-2013 | 995ª        |
| 2012     | 1,65 m    | Wattenscheid     | 20-5-2012 | –           |
| 2011     | 1,64 m    | Gladbeck         | 11-6-2011 | –           |

## Palmarès
| Anno | Manifestazione   | Sede      | Evento        | Risultato | Prestazione | Note |
| ---- | ---------------- | --------- | ------------- | --------- | ----------- | ---- |
| 2019 | Europei under 23 | Gävle     | Salto in alto | Argento   | 1,92 m      |      |
| 2019 | Mondiali         | Doha      | Salto in alto | 27ª (q)   | 1,80 m      |      |
| 2023 | Europei indoor   | Istanbul  | Salto in alto | 6ª        | 1,91 m      |      |
| 2023 | Mondiali         | Budapest  | Salto in alto | 8ª        | 1,94 m      |      |
| 2024 | Mondiali indoor  | Glasgow   | Salto in alto | 4ª        | 1,95 m      |      |
| 2024 | Europei          | Roma      | Salto in alto | 11ª       | 1,86 m      |      |
| 2024 | Giochi olimpici  | Parigi    | Salto in alto | 6ª        | 1,95 m      | =    |
| 2025 | Europei indoor   | Apeldoorn | Salto in alto | 4ª        | 1,92 m      |      |

## Campionati nazionali
- 1 volta campionessa tedesca assoluta del salto in alto (2020)
- 2 volte campionessa tedesca assoluta del salto in alto indoor (2023, 2024)
- 1 volta campionessa tedesca under 20 del salto in alto (2015)

2013
- 6ª ai campionati tedeschi under 18, salto in alto - 1,71 m

2014
- 15ª ai campionati tedeschi under 20 indoor, salto in alto - 1,64 m
- 11ª ai campionati tedeschi under 18, salto in alto - 1,68 m

2015
- 11ª ai campionati tedeschi under 20 indoor, salto in alto - 1,72 m
- 6ª ai campionati tedeschi under 23, salto in alto - 1,74 m
- Oro ai campionati tedeschi under 20, salto in alto - 1,80 m

2016
- Bronzo ai campionati tedeschi under 20 indoor, salto in alto - 1,78 m
- 6ª ai campionati tedeschi assoluti indoor, salto in alto - 1,80 m

2017
- 4ª ai campionati tedeschi under 23, salto in alto - 1,78 m
- 5ª ai campionati tedeschi assoluti, salto in alto - 1,80 m

2018
- Argento ai campionati tedeschi under 23, salto in alto - 1,81 m
- 10ª ai campionati tedeschi assoluti, salto in alto - 1,75 m

2019
- Bronzo ai campionati tedeschi assoluti indoor, salto in alto - 1,90 m
- Argento ai campionati tedeschi under 23, salto in alto - 1,81 m
- 5ª ai campionati tedeschi assoluti, salto in alto - 1,80 m

2020
- Oro ai campionati tedeschi assoluti, salto in alto - 1,90 m

2021
- Argento ai campionati tedeschi assoluti indoor, salto in alto - 1,83 m

2022
- Argento ai campionati tedeschi assoluti indoor, salto in alto - 1,83 m
- 6ª ai campionati tedeschi assoluti, salto in alto - 1,80 m

2023
- Oro ai campionati tedeschi assoluti indoor, salto in alto - 1,88 m
- 5ª ai campionati tedeschi assoluti, salto in alto - 1,81 m

2024
- Oro ai campionati tedeschi assoluti indoor, salto in alto - 1,91 m
- Argento ai campionati tedeschi assoluti, salto in alto - 1,85 m

## Altre competizioni internazionali
2024
- 9ª al Doha Diamond League ( Doha, 10 maggio 2024), salto in alto - 1,84 m
- Argento al Meeting international Mohammed VI d'athlétisme ( Marrakech, 19 maggio 2024), salto in alto - 1,91 m
- 12ª al Meeting de Paris ( Parigi, 30 giugno 2024), salto in alto - 1,88 m

2025
- Bronzo al London Athletics Meet ( Londra), salto in alto - 1,93 m
- Oro all'Athletissima ( Losanna), salto in alto - 1,91 m